# Ted Jensen

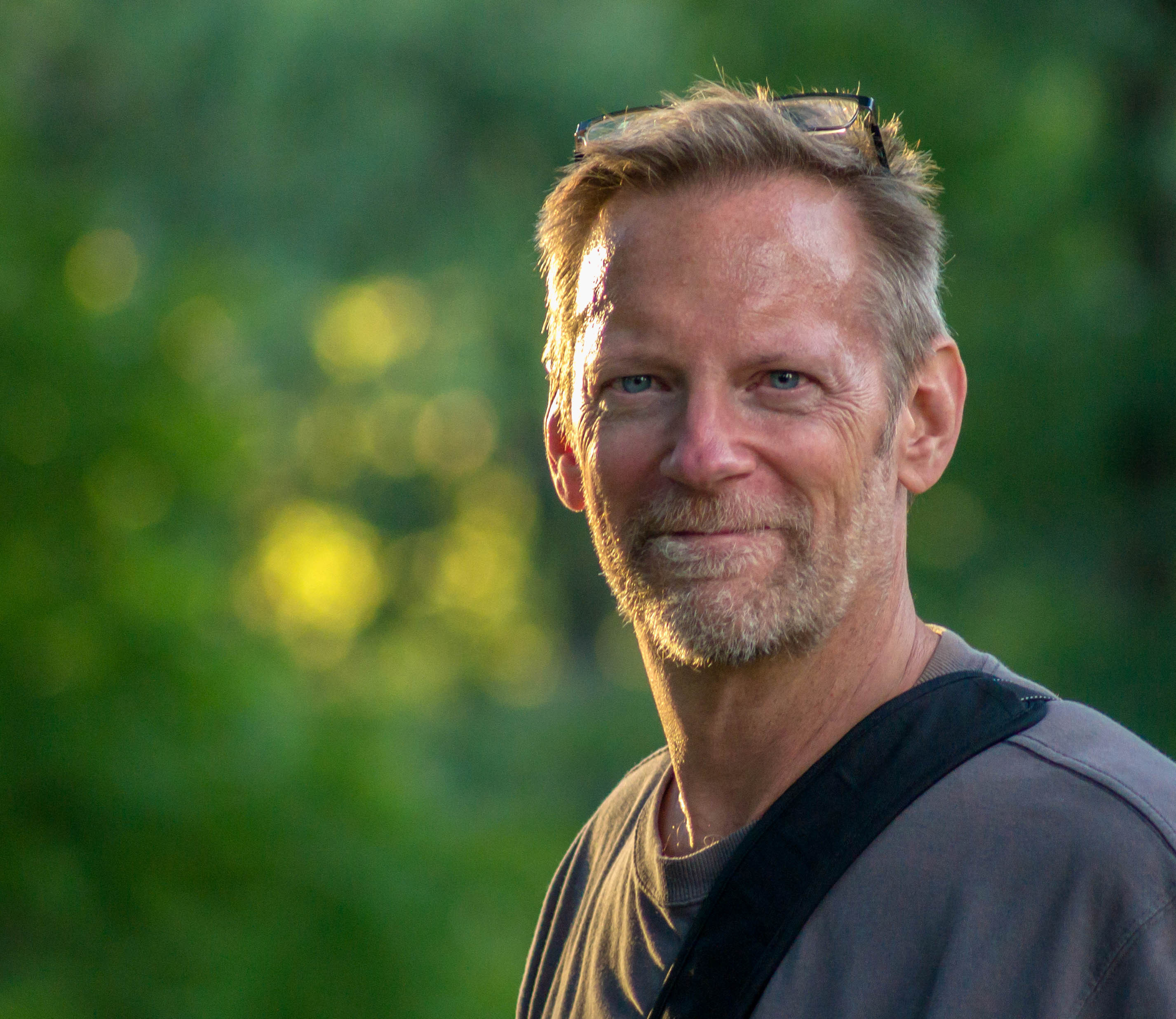
Ted Jensen em 2013.

Ted Jensen é um engenheiro de som norte-americano. Jensen é o engenheiro-chefe de masterização na Sterling Sound, e tem produzido para as principais editoras desde a década de 1960. Ele masterizou, produziu ou misturou centenas de álbuns de alguns dos principais músicos rock pop. Em 2002, recebeu um Grammy Award como engenheiro principal do álbum de Norah Jones, Come Away with Me, vencedor do prémio para Álbum do Ano. Os seus mais recentes projectos foram com Metallica no disco Death Magnetic, e a masterização do sétimo álbum de Dir en grey, Uroboros. Também esteve presente na masterização do álbum Fashionably Late de Falling in Reverse.
Em 1988, Jensen participou da produção (masterização) do álbum En Attendant Cousteau, composto especialmente por Jean Michel Jarre para as comemorações do  80º aniversário do pesquisador Jacques Cousteau.